# Josef Solar
Josef Solar (26. dubna 1896 Blatná – 1977 Praha) byl český grafik, kaligraf a malíř, věnoval se umění vazby knih.

## Život
Od začátku svého studia na Uměleckoprůmyslové škole v Praze se pod vedením profesora Františka Kysely věnoval knižní grafice a písmu.
Byl zakladatelem moderní tvorby písmařské a umělecké knižní vazby po první světové válce. V roce 1937 získal Cenu Grand Prix v Paříži, účastnil se mezinárodních výstav ve Florencii, Monze, Stockholmu, Haagu, Utrechtu, Amsterdamu, Lipsku, Kolíně nad Rýnem, Štrasburku, Vídni a také v Severní Americe. Od roku 1939 byl ředitelem Státní grafické školy v Praze.
Je autorem více než 2000 kaligrafických děl, knižních vazeb, státních listin, exlibris, plákatů i maleb. Jeho dílem je také kaligrafický přepis zakládající listiny Karlovy univerzity.[zdroj?]